# Aenictus brevicornis
Aenictus brevicornis é uma espécie de formiga do gênero Aenictus.